# Rhogogaster chlorosoma
Rhogogaster chlorosoma es una especie de Symphyta (avispa o mosca sierra) en la familia Tenthredinidae.

## Descripción
Rhogogaster chlorosoma puede alcanzar una longitud de 10 a 13 mm. Es una de las varias moscas verdes de Symphyta con un patrón negro variable, pero en esta mosca las marcas negras en la parte superior del abdomen están ausentes o son bastante reducidas. Al igual que otras moscas de Symphyta, carece de la delgada "cintura de avispa" entre el tórax y el abdomen.
Especies similares son  Rhogogaster viridis , que muestra marcas negras obvias en la superficie superior del abdomen y Rhogogaster punctulata, con puntos negros a lo largo de los segmentos abdominales.
Los adultos se pueden encontrar principalmente de mayo a julio. Se alimentan principalmente de polen y néctar de Heracleum sphondylium, así como de pequeños insectos. Las larvas nocturnas son polífagas, alimentándose de las hojas de una variedad de plantas leñosas y herbáceas, principalmente Sorbus, Quercus robur, Salix, Corylus avellana, Stellaria, Filipendula ulmaria, Alnus glutinosa, Rubus y Populus.

## Distribución
Distribuida ampliamente en gran parte de Europa.

## Hábitat
Esta especie prefiere setos y zonas de montaña con vegetación.